# Юність (Яблонська)
«Юність» - картина української художниці Тетяни Яблонської; написана в 1969 році. Зберігається в Національному художньому музеї України.

## Історія створення
«Юність» художниця  написала влітку1969-го у Седневі Чернігівської області. Мискиня згадувала:
Коли я вже закінчувала писати, від спортивного табору неподалік підійшов хлопець. Зацікавлений, що ж я побачила у вбогому озерці, почав уважно його роздивлятись. Так гостро і свіжо виглядала фігура хлопця на тлі цього рівчака, що я попросила позувати мені. Коли закінчила, він сказав: "А може й шедевр вийде?"

## Опис
На картині зображено хлопця із заплічником перед невеличким синім озером на тлі зеленого вигону. Донька художниці Гаяне Атаян про картину:
Для мене цей хлопець – революціонер. Перед ним земля, безмежне життя і горизонти.

## Мистецтвознавці про картину
Леся Смирна розглядає  картину «Юність» Тетяни Яблонської (1969) як маніфест часу, в якому кожна людина лишається на самоті і з собою, і з Богом, і… з озером. Авторка зазначає, що рух шляхом створення персональних «світів» дозволяє говорити про початок становлення нового – постмодерністського – вектору мистецтва в українському контексті.  Тетяні Яблонській дослідниця надає місце серед митців, для яких характерно звернення до широкого кола форм і традицій у змісті.  1970-ті роки в українському мистецтві Леся Смирна характеризує як «трамплін для стрибка в постмодернізм», і вперше в українському мистецтвознавстві  розглядає творчість Яблонської у постмодерному дискурсі .